# Contea di Qi (Hebi)
La contea di Qi (淇县S, Qí XiànP) è una contea della Cina, situata nella provincia di Henan e amministrata dalla prefettura di Hebi.